# Chawat Skali
Chawat Skali (hebr.: חוות סקאלי; ang.: Havat Skali) – nieautoryzowane osiedle żydowskie położone w samorządzie regionu Szomeron, w Dystrykcie Judei i Samarii, w Izraelu.
Leży w centralnej górzystej części Samarii, na północny zachód od miasta Elon More w otoczeniu terytoriów Autonomii Palestyńskiej.

## Historia
Osada została założona w 1999 przez grupę żydowskich religijnych osadników.